# Балорда
Балорда је српско презиме за које је веома тешко утврдити коријен. Несумњиво потиче из Херцеговине. Најпознатија грана Балорди потиче из босанског града Високог, гдје су рођени народни хероји Момир и Јанко Балорда. Његица Балорда је била Miss BiH 2004. године. Потомци ове линије могу се данас наћи у Београду, Загребу, Задру, Ријеци и Милићима.